# Everybody Loves a Nut
Everybody Loves a Nut è il quindicesimo album in studio dell'artista country statunitense Johnny Cash, pubblicato nel 1966 dalla Columbia Records. 

## Tracce
1. Everybody Loves a Nut (Jack Clement) – 2:04
2. The One on the Right Is on the Left (Clement) – 2:46
3. Cup of Coffee (Elliott) con Ramblin' Jack Elliott – 4:40
4. The Bug That Tried to Crawl Around the World (JR Hall, Cash) – 2:54
5. The Singing Star's Queen (Jackson King, Bill Mack) – 2:55
6. Austin Prison (Cash) – 2:06
7. Dirty Old Egg Sucking Dog (Clement) – 2:05
8. Take Me Home (Clement, Allen Reynolds) – 2:37
9. Please Don't Play Red River Valley (Cash) – 2:54
10. Boa Constrictor (Shel Silverstein) – 1:45
11. Joe Bean (Bud Freeman, Leon Pober) – 3:05

## Formazione
- Johnny Cash - voce, chitarra, armonica
- Luther Perkins, Norman Blake - chitarra
- Bob Johnson - chitarra, flauto, banjo
- Marshall Grant - basso
- W.S. Holland - batteria
- Bill Pursell - piano
- Jack Elliott - yodel
- The Carter Family, The Statler Brothers - cori